# أندروميدا (أسطورة)
أندروميدا (بالإنجليزية: Andromeda)‏ في الأساطير الإغريقية، أندروميدا هي ابنة كيفاوس (ملك أثيوبيا). تشير النصوص الإغريقية إلى أن أثيوبيا تقع في منطقة النيل الأعلى، وتشمل أيضاً كافة المناطق التي تقع جنوب الصحراء الكبرى. في حين أشارت نصوص أخرى على أنها مدينة يافا في فلسطين وكاسيوبيا. أدى تكبر كاسيوبيا إلى أن تتباهى بأن ابنتها أندروميدا أجمل بكثير من حوريات البحر، أرسل بوسيدون (إله البحر) وحش البحار لتدمير إثيوبيا، كنوع من العقاب الإلهي. وفي محاولة لاستلطاف الوحش، قيّد الملك كيفاوس ابنته على الصخور كقربان، وقبيل أن يتمكن الوحش من اختطاف الأميرة، نزل البطل بيرسيوس من السماء على حصانه المجنح وأنقذها من الموت وتزوجها. واستناداً إلى الجغرافي الروماني استرابو، كانت السلاسل التي استخدمت لتقييد أندروميدا على الصخرة لا تزال بادية للعيان على الصخرة في فترة الفتح الروماني سنة 63 ق.م. ومن المفترض أن السلاسل وعظام الوحش قد نقلت إلى روما بوصفها إحدى عجائب العالم بناءً على أوامر سكاروس، حاكم فلسطين الروماني.